# 시코탄촌

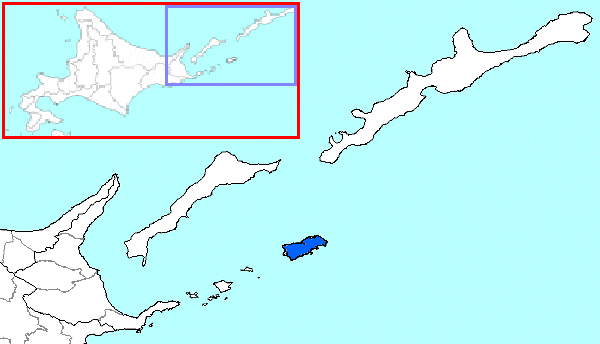
시코탄 촌의 위치

시코탄촌(일본어: 色丹村)은 일본 홋카이도 네무로 지청 관내의 시코탄 군에 있는 촌이다. 면적은 253.33 km2이고 인구는 1940년 국세조사 때 1,499명이었다. 촌명은 원래 ‘샤코탄’(斜古丹)으로, 아이누어(사크이베·코탄=여름의 장소, 지극히 둥근 곳)에서 왔다.
이 지역은 러시아의 실질적인 지배 상태에 있다. 해당 지역의 영유권에 관한 자세한 것은 쿠릴 열도 및 쿠릴 열도 분쟁의 항목을 참조하라.

## 지리
시코탄 섬 전체를 차지하고 서쪽은 시코탄 수도를 사이에 두고 하보마이 군도의 폴론스코고 섬(일본명 다라쿠 섬)과 마주본다. 섬은 백악기 후기의 지질로 침식에 의해 홋카이도 본섬으로부터 분리된 것으로 보인다. 이 때문에 비교적 완만한 산지·구릉으로 구성되고 샤코탄 만 등 천연의 양항을 가지고 있다.

## 역사
- 1884년 7월 11일 - 당시 무인도였던 시코탄 섬에 슈무슈 군의 지시마 아이누 91명을 정주시켜, 샤코탄 촌(斜古丹村)으로 하였다.
- 1885년 1월 6일 - 하나사키 군으로부터 분리해 시코탄 군 샤코탄 촌이 되어 샤코탄 호장사무소가 놓여졌다.
- 1933년 10월 - 샤코탄 촌으로부터 시코탄 촌으로 개칭하였다.
- 1945년 9월 1일 - 소련군 부대 600명이 샤코탄 만에 상륙, 점령하였다.
- 1947년 9월 - 남아 있던 주민들은 사할린섬으로 강제 이주된 후, 당시 일본을 통치하던 미 군정이 소련과 맺은 '소련지구 송환 미-소 잠정협정'(1946.11.27)에 따라 일본으로 송환되었다.

## 경제
수산업이 중심이었지만 네무로로의 조속한 출하가 곤란했기 때문에 가공품 생산이 중심이 되었다.

## 같이 보기
- 말로쿠릴스코예

1. ↑  根室振興局管内 市町村行財政概要 令和3年度（2021年度）版 10ページ（一覧の面積は国土地理院資料）. 北海道根室振興局
2. ↑  世帯および男女別人口（全人口）－全国，道府県，郡，市区町村. 昭和15年国勢調査 政府統計の総合窓口